# Фрэнсис, Фредди
Фредди Фрэнсис (англ. Freddie Francis, 22 декабря 1917 — 17 марта 2007) — британский кинооператор, обладатель двух премий «Оскар» за лучшую операторскую работу, и режиссёр, известный как мастер фильмов ужасов.

## Биография
Фредерик Уильям Фрэнсис родился в Лондоне 22 декабря 1917 года. Сначала он мечтал стать инженером, но в 16 лет бросил школу и стал учеником фотографа Луиса Протеро. В течение полугода он работал у него, помогал ему загружать камеры, делать снимки и выполнять прочую подсобную работу.
В 1939 году Фредди забрали в армию, где он служил последующие семь лет. Во время службы он работал также оператором в Армейской киностудию, располагавшуюся в Уэмбли, северном районе Лондона. По окончании службы он продолжил работать оператором, и одними из первых его работ стали «Гора в Корее» (1956) и «Безжалостное время» (1957). Со временем его карьера стала стремительно развиваться и Фредди приглашали на съёмки многих известных фильмов, среди которых «Сыновья и любовники» (1960), за который он удостоился «Оскара», «Человек-слон» (1980), «Женщина французского лейтенанта» (1981), «Бренда Старр» (1989), «Слава» (1989), принёсший ему второго «Оскара», и многие другие фильмы. В 1997 году он стал обладателем премии Американского общества операторов, а в 2004 году был удостоен специальной премии «BAFTA».
После получения своего первого «Оскара» в 1960 году Фредди занялся режиссурой фильмов. В последующие 20 лет он снял около 30 картин, большинство из которых были в жанре ужасов или триллеров: «День триффидов» (1962), «Зло Франкенштейна» (1964), «Дом ужасов доктора Террора» (1965), «Дракула поднимается из могилы» (1968) и другие.
Фрэнсис был женат дважды. Его первой женой, родившей ему сына, была Глэдис Дорелл. Второй раз он женился в 1963 году на Памеле Манн, которая родила ему двоих детей. Со второй женой он был вместе до своей смерти от осложнений после инсульта 17 марта 2007 года.

## Операторские работы
- Гора в Корее (1956)
- Безжалостное время (1957)
- Путь наверх (1959)
- Битва полов (1959)
- Сыновья и любовники (1960)
- В субботу вечером, в воскресенье утром (1960)
- Невиновные (1961)
- Ночь должна наступить (1964)
- Человек-слон (1980)
- Женщина французского лейтенанта (1981)
- Человек-загадка (1983)
- Лев и ястреб (1984)
- Дюна (1984)
- Возвращение в страну Оз (1985)
- Кодовое имя «Изумруд» (1985)
- Сердце Клары (1988)
- Её алиби (1989)
- Бренда Старр (1989)
- Слава (1989)
- Человек с луны (1991)
- Мыс страха (1991)
- Школьные узы (1992)
- Принцесса Карабу (1994)
- Радуга (1995)
- Простая история (1999)

## Режиссёрские работы
- День триффидов (1962)
- Параноик (1963)
- Ночной кошмар (1964)
- Зло Франкенштейна (1964)
- Дом ужасов доктора Террора (1965)
- Череп (1965)
- Психопат (1966)
- Сад пыток (1967)
- Дракула поднимается из могилы (1968)
- Трог (1970)
- Вечеринка вампиров (1971)
- Байки из склепа (1972)
- Ползающая плоть (1973)
- Рассказы, свидетели безумия (1973)
- Безумие (1974)
- Сын Дракулы (1974)
- Упырь (1975)
- Доктор и дьяволы (1985)
- Темная башня (1987)

## Награды
- Премия «Оскар» за лучшую операторскую работу
  - 1961 — «Сыновья и любовники»[4]
  - 1990 — «Слава»[5]